# 戦場カメラマン
戦場カメラマン（せんじょうカメラマン）は、報道写真家のうち、特に戦闘や紛争の行われている地域にて戦争や戦闘員、戦争による被害、被害者などを取材するカメラマン。

## 概要

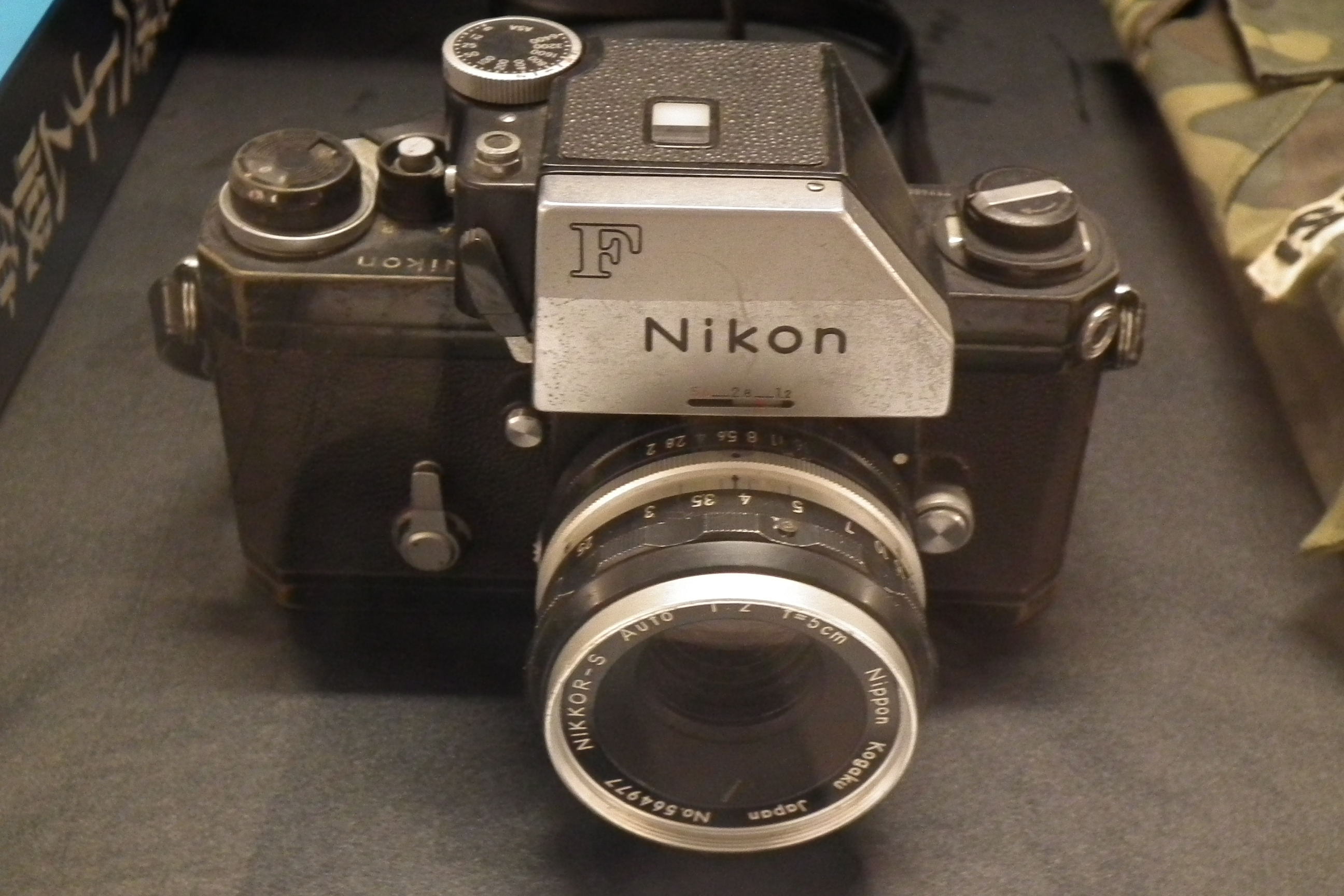
石川文洋がベトナム戦争で使用したNikon F（ホーチミン市戦争証跡博物館にて展示）

20世紀中期以降、多くの国の軍隊には記録係としての従軍記者の一員として従軍カメラマンが同行することが多いが、その他フリーランスやユニオンで出版社、新聞社の依頼で戦闘地帯をカメラ・ビデオカメラで撮影し、記録・報道する写真家を総称する。ベトナム戦争では、多くの日本人カメラマンも活躍した。
近年に至っては、ビデオカメラの高画質・小型軽量化ならびにインターネットを利用した画像送信技術や衛星電話の大幅な進歩により、テレビ局の仕事が急増した。彼らのほとんどはフリーランスであり、テレビ局に映像（動画像）を、1秒いくらの契約で売ることが多い。
日本で初めての戦場カメラマン（従軍カメラマン）は、西南戦争の取材で知られる上野彦馬と言われる。

## 著名な戦場カメラマン
※ 職務中に亡くなった人物（殉職）
日本以外
- デビット・ダグラス・ダンカン
- エマヌイル・エヴゼリヒン
- ロバート・キャパ※
- ゲルダ・タロー※
- マーガレット・バーク＝ホワイト
- リー・ミラー
- フィン・コン・ウト
- ドン・マッカラン
- ラリー・バローズ※
- ディッキー・チャペル※
- ジョージ・ロジャー
- ジェームズ・ナクトウェイ

- キャサリン・ルロイ（Catherine Leroy）
- リンジー・アダリオ（Lynsey Addario）
- エディ・アダムズ（Eddie Adams）
- ケン・ベル（Ken Bell）
- ニール・デイヴィス（Neil Davis）※
- ショーン・フリン（Sean Flynn）※
- アンリ・ユエ（Henri Huet）※
- ジル・カロン（Gilles Caron）※
- ティム・ペイジ（Tim Page）
- ホースト・ファース（Horst Faas）
- フィリップ・ジョーンズ・グリフィス（Philip Jones Griffiths）
- ジョアン・シルヴァ（João Silva）
- ポール・コンロイ（Paul Conroy）

日本
- 石川光陽
- 酒井淑夫
- 沢田教一※
- 一ノ瀬泰造※
- 石川文洋
- 岡村昭彦
- 橋田信介※
- 広河隆一
- 長倉洋海
- 渡部陽一
- 宮嶋茂樹
- 鴨志田穣

## 関連映像作品
- 主な映像作品に以下のものがある。
  - 『SAWADA 青森からベトナムへ ピュリッツァー賞カメラマン沢田教一の生と死』（1997年）
  - 『地雷を踏んだらサヨウナラ』（1999年）
  - 『戦場のジャーナリスト』（2000年）
  - 『戦場のフォトグラファー ジェームズ・ナクトウェイの世界』（2001年）
  - 『TAIZO〜戦場カメラマン・一ノ瀬泰造の真実〜』（2003年）
  - 『バンバン・クラブ -真実の戦場-』（2010年）
- 2020年11月19日、アンジェリーナ・ジョリーがドン・マッカランの伝記映画『Unreasonable Behaviour』を監督することが発表された。脚本は『ベルファスト71』を執筆したグレゴリー・バークが務める予定[1]。

## 参考サイト
- アジアプレス
- マグナム・フォト東京支社